# Bundeskriminalblatt
Das Bundeskriminalblatt ist eine interne Publikation des deutschen Bundeskriminalamtes, sowohl in digitaler als auch in Papierform. 
Der Inhalt ist Nur für den Dienstgebrauch von der deutschen Polizei, Staatsanwaltschaft, Zoll, Bundespolizei und sonstigen mit Fahndung und Strafverfolgung betrauten Behörden bestimmt.
Im Bundeskriminalblatt werden interessante Sachverhalte und Informationen sowie Fahndungen nach Personen und Sachen weitergegeben. Es ist ein Fahndungshilfsmittel im Sinne der PDV 384.1.
Es dient dem Erkennen von Tatzusammenhängen, Ermittlung der Herkunft von sichergestellten Sachen, der Zuordnung zu bestimmten Taten, der Ermittlung des Aufenthaltsortes von Vermissten, der Identifizierung unbekannter Toter, der Personenfeststellung. Es unterrichtet über die Kriminalitätsentwicklung, Entwicklungen auf dem Gebiet der Kriminaltaktik und -technik.